# John Howard Northrop
John Howard Northrop (n. 5 iulie 1891, Yonkers, New York, SUA – d. 27 mai 1987, Wickenburg⁠(d), Arizona, SUA) a fost un chimist american, laureat al Premiului Nobel pentru chimie (1946).